# هو کیونگ هوان
هو کیونگ هوان (انگلیسی: Heo Kyung-hwan؛ زادهٔ ۱۶ فوریهٔ ۱۹۸۱) بازیگر، و کمدین اهل کره جنوبی است.